# Маслов, Евгений Александрович
Евгений Александрович Маслов (7 апреля 1966, Тюмень) — советский и российский футболист, выступавший на позиции крайнего защитника, а также футбольный тренер. Рекордсмен ФК «Тюмень» по количеству сыгранных матчей в чемпионатах страны (397), многолетний капитан команды.

## Клубная карьера
Воспитанник тюменского футбола, одним из первых тренеров был Виктор Сергеевич Хвостов. Дебютировал в составе «Геолога» в 1984 году в возрасте 18 лет, после некоторого перерыва вернулся в клуб в 1988 году и прочно занял место в основе, сыграв за следующие четыре сезона 150 матчей.
В 1992 году «Тюмень» была включена в высшую лигу чемпионата России. Свой первый матч на высшем уровне Маслов сыграл 12 апреля 1992 года против «Уралмаша», а первый гол забил 3 сентября 1992 в ворота «Шинника». На следующий год тюменская команда с Масловым в составе играла в турнире восточной зоны первой лиги, стала там победителем и вернулась в высшую лигу, где провела ещё два сезона. В 1992—1995 годах Евгений был штатным пенальтистом клуба — из своих 8 голов, забитых в чемпионате России, 7 он забил с пенальти.
В 1996 году Маслов покинул «Тюмень» и провёл два сезона в тобольском «Иртыше». В 1998 году он вернулся в родную команду, которая в то время терпела бедствие — за два сезона скатилась из высшей лиги во второй дивизион. В 2002 году завершил профессиональную карьеру.
По состоянию на 2015 год, Евгению Маслову принадлежит клубный рекорд по числу сыгранных матчей за «Тюмень» — на его счету 397 игр и 21 гол. В высшей лиге он сыграл 84 матча и забил 8 голов, что является третьим результатом в истории после Владимира Долбоносова и Олега Масленникова.

## Тренерская карьера
Окончил Тюменский государственный университет в 1995 году по специальности «тренер-преподаватель».
В 2004 году возглавил команду 17-летних игроков, которая называлась «СДЮШОР-Газпромбанк» и играла в первенстве КФК, в нескольких матчах того сезона он сам выходил на поле. В дальнейшем тренировал эту команду, переименованную в «Тюмень-дубль», затем в «Тюмень-молодёжная», до конца 2010 года.
С января 2011 года работает в тренерском штабе первой команды ФК «Тюмень».

## Достижения

### В качестве игрока
Первая лига ПФЛ
- Победитель зоны «Восток»: 1993.

## Семья
Двое сыновей:
- Кирилл (род. 1991) тоже занимался футболом, несколько сезонов выступал за дубль «Тюмени».
- Павел (род. 2000) — футболист, игрок московского «Спартака»[6].